# Jaroslav Bauer
Jaroslav Bauer (5. dubna 1924 Rovečné – 4. ledna 1969 Brno) byl český jazykovědec, bohemista a rusista. Zabýval se především syntaxí.

## Publikace
- Seznam děl v Souborném katalogu ČR, jejichž autorem nebo tématem je Jaroslav Bauer
- Několik poznámek o pojmech slovní spojení, větná dvojice a syntagma, 1952
- Vývoj českého souvětí, 1960
- Skladba spisovné češtiny, 1964, spolu s Miroslavem Greplem
- Příruční mluvnice ruštiny pro Čechy – díl 2, Skladba, 1960, spolu s Romanem Mrázkem a Stanislavem Žažou